# Eleições no Território Federal de Roraima em 1966
As eleições no território federal de Roraima em 1966 ocorreram em 15 de novembro como parte das eleições gerais em 22 estados e nos territórios federais do Amapá e Rondônia. No presente caso, a Constituição de 1946 fixou um deputado federal para representar cada um dos territórios federais então existentes.

## Resultado da eleição para deputado federal
Conforme o Tribunal Superior Eleitoral, foram apurados 4.873 votos nominais (98,62%), 39 votos em branco (0,79%) e 29 votos nulos (0,59%), resultando no comparecimento de 4.941 eleitores. Somando este número (73,27%) com as 1.803 abstenções (26,73%), os eleitores inscritos chegam a 6.744 em Roraima. Nos territórios federais representados por um deputado federal, será observado o princípio do voto majoritário.

### Chapa da ARENA 2
| Candidatos a deputado federal em 1966 | Partido | Votação | Percentual | Cidade onde nasceu | Unidade federativa | Observações |
| Atlas Cantanhede                      | ARENA   | 2.311   | 47,43%     | Boa Vista          | Roraima            | [ 5 ]       |
| Ubirajara Evangelista de Pinho        | ARENA   |         |            |                    |                    | [ 6 ]       |
| Fontes:                               |         |         |            |                    |                    |             |

### Chapa da ARENA 1
| Candidatos a deputado federal em 1966 | Partido | Votação | Percentual | Cidade onde nasceu | Unidade federativa | Observações |
| Francisco Elesbão                     | ARENA   | 1.773   | 36,38%     | Salvador           | Bahia              | [ 7 ]       |
| Olavo Brasil                          | ARENA   |         |            |                    |                    |             |
| Fontes:                               |         |         |            |                    |                    |             |

### Chapa do MDB
| Candidatos a deputado federal em 1966 | Partido | Votação | Percentual | Cidade onde nasceu | Unidade federativa | Observações |
| Hélio Magalhães de Araújo             | MDB     | 789     | 16,19%     |                    |                    |             |
| Bernardino de Souza Cruz              | MDB     |         |            |                    |                    |             |
| Fontes:                               |         |         |            |                    |                    |             |